# Silesian Przesieka

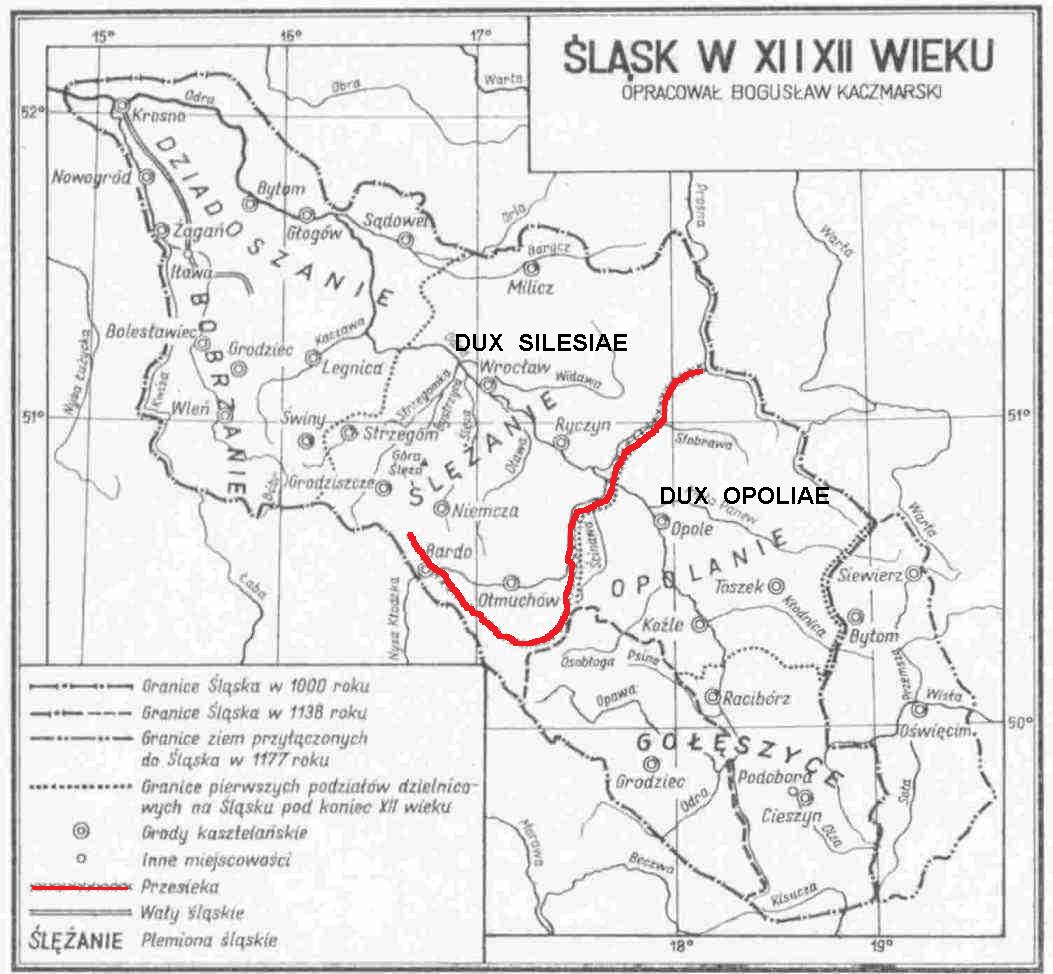
Silesian Cutting

Silesian Przesieka, nghĩa đen là Silesian Cutting (tiếng Ba Lan: Przesieka Śląska or Oseg, tiếng Đức: Schlesischer Grenzwald, Hag hoặc Preseka, tiếng Latinh: Indago) Là một mật độ rừng, dải không có người ở và vùng đất không thể đi qua ở giữa Silesia, bắt đầu từ Dãy núi Golden ở phía nam, dọc theo Nysa klodzka đến Odra, và sau đó dọc theo Stobrawa, gặp các thị trấn Namyslow và Byczyna ở miền bắc Silesia. Ban đầu, Silesian Cutting là một ranh giới, ngăn cách lãnh thổ của hai bộ lạc Slavic phương Tây, Slezanie và Opolanie. Vào thế kỷ thứ 12, dọc theo đường cắt một biên giới của Hạ Silesia và Thượng Silesia được thành lập.
Trong một thời gian dài, Silesian Cutting được sử dụng như một chướng ngại vật quân sự tự nhiên, bảo vệ khu vực Opole khỏi các cuộc tấn công của các bộ lạc Moravian và Séc. Tuy nhiên, nó không ngăn được người Hussite xâm chiếm Silesia vào năm 1420 (xem thêm Chiến tranh Hussite).

## Kết cấu
Silesian Przesieka là một khu rừng biên giới rộng lớn, không có người ở, được củng cố ở bên trong bởi những cây bị chặt hạ với các nhánh bị xoắn lại với nhau, với những bụi cây rậm rạp và đôi khi là thành lũy từ các thế kỷ thứ 8 – 9 từ phía tây. Gates, có thể bị đóng cửa trong thời điểm nguy hiểm, kiểm soát tất cả các con đường dẫn ra ngoài. Przesieka được duy trì bởi nông dân Ba Lan địa phương và được sử dụng để tự vệ. Nếu một khu định cư được mở rộng về quy mô, các công sự được chuyển ra ngoài. Các vị trí như Osiek, Ossig, Hag, Hänchen Przesieka, Lower Silesian Voivodeship hoặc Przesieka, Podlaskie Voivodeship đã tưởng niệm những trường hợp tự nhiên độc đáo này.

## Phân bố địa lý
Bắt đầu từ Namysłów và Byczyna, Lower Silesian Przesieka (Preseka) bao gồm khu vực Kluczbork, vùng rừng ngày nay giữa hai con sông Stobrawa và Mała Panew và kết thúc tại sườn núi Silesian Muschelkalk. Công sự tiếp tục ở phía bên kia của Oder tại khu rừng Niemodlin, kết hợp các khu rừng ở bên phải của Nysa Kłodzka và dãy núi Golder và Dãy núi Cú mèo. Từ đó, đường cắt quay về hướng đông bắc và kết hợp Sudetes, ngăn cách Silesia và Bohemia, bao gồm các chân đồi trên khoảng cách 80 km. Przesieka tiếp tục đến vùng đất hoang vùng Hạ Silesian, biên giới với Lusatia, một khu vực được củng cố đặc biệt bởi ba chiến hào (tiếng Đức: Dreigräben) và một lối đi về phía tây của Szprotawa. Từ chỗ uốn khúc Bóbr, Cutting kết hợp các khu rừng của Zielona Góra và về phía đông các khu rừng biên giới giữa Silesia và Greater Poland. Tại sông Barycz, Cutting đã quay về hướng nam để đóng vòng tròn quanh Lower Silesia.
Sự phân bố của các khu rừng biên giới Thượng Silesian là tương đối không rõ. Chỉ có Preseka phía tây tại Hrubý Jeseník và chân đồi của nó, khu rừng của dãy núi Carpathian phía bắc và Cổng Moravian cũng như tại khu rừng của Jura Ba Lan được thành lập. Khu vực kín này được chia thành hai khoang bởi một khu vực biên giới. Przeieka bên trong này nằm trong các bộ phận được bảo tồn cho đến ngày hôm nay, có thể nhìn thấy ở Malapane phía trên và giữa Rybnik và Pszczyna. Không rõ chi tiết tương tự là sự phân chia của khu vực Lower Silesian, cũng được phân chia thành các khoang nhỏ, được phân chia bởi các dải rừng.

## Tác động của Ostsiedlung của Đức
Các khu định cư giống như thị trấn đã tồn tại trước Ostsiedlung, khi các thợ thủ công và thương nhân hình thành vùng ngoại ô của các thành trì kiên cố (burg (h) s, castra). Thông thường, các khu chợ Slav được đặt ở một phạm vi mở với một vài hoặc không có các tòa nhà có người ở vĩnh viễn và, sau khi Kitô giáo hóa, một nhà thờ. Các lĩnh vực thị trường (ring, rynek) rất gần với các thành trì kiên cố. Hệ thống này được mượn từ Đông Francia thế kỷ thứ 10 và tồn tại ở các vùng Slav cho đến Ostsiedlung. Khi các công tước Silesian khởi xướng Ostsiedlung của Đức, các khu rừng biên giới mang đến cơ hội lập kế hoạch bất kể các khu định cư cũ. Cách tiếp cận này được bắt đầu bởi Henry I vào cuối thế kỷ 12, và chẳng bao lâu, các địa chủ cao quý và giáo sĩ khác đã cạnh tranh theo gương của ông. Những người định cư Đức đã phá rừng và do đó phá hủy tác dụng bảo vệ của Preseka. Để bảo vệ vùng đất hiện không được bảo vệ của họ, công tước Silesian đã thay thế Preseka đang giải thể bằng một dải làng, thị trấn kiên cố và lâu đài. Khu vực này trở thành trung tâm của xã hội phát triển (Neustamm) của người Silesia Đức.